# Windows XP Embedded
Windows XP Embedded è un'edizione di Windows XP contenente tutte le funzionalità di Windows XP Professional ma con restrizioni nella licenza che richiede la presenza del sistema operativo all'interno del dispositivo finale (vedi original equipment manufacturer).
A differenza di Windows CE, il sistema operativo di Microsoft dedicato per dispositivi mobile ed elettronica di consumo, XP Embedded implementa tutte le Windows API, e supporta ampiamente applicazioni, dispositivi e driver scritti per Microsoft Windows XP e ha requisiti minimi davvero bassi, riesce tranquillamente a girare su dispositivi con 32MB di archiviazione di tipo Compact Flash, 32MB di RAM e un microprocessore Pentium a 200MHz. XPe fu distribuito il 28 novembre 2001 e nell'ottobre 2008 uscì l'ultimo aggiornamento: Windows XP Embedded Service Pack 3.
I dispositivi che utilizzano XPe sono molteplici, fra cui: bancomat, slot machine, registratori di cassa, robot industriali, thin client, decoder, network attached storage (NAS), dispositivi di navigazione. Versioni personalizzate del sistema operativo possono essere sviluppate all'interno di qualsiasi PC; XPe supporta gli stessi hardware di XP Professional (architetture x86), anche se la licenza ne nega la possibilità. D'altra parte Microsoft ha fatto qualche eccezione alla regola permettendo di inserire XPe in installazioni OEM di Windows. Alcuni notebook Dell, inoltre, contengono un'installazione di XP con MediaDirect 2.0, e la stessa può essere rilevata in alcuni modelli di Acer e sul Samsung Q1.
Windows Embedded Standard 2009, il successore di XPe, nacque sulle basi dettate da Windows XP Embedded. Fin da prima che Microsoft realizzasse la struttura di Vista Windows Embedded Standard 2009 incluse Silverlight, .NET Framework 3.5, Internet Explorer 7, Windows Media Player 11, RDP 6.1, Network Access Protection, Microsoft Baseline Security Analyzer supportando inoltre Windows Server Update Services e System Center Configuration Manager.
Windows Embedded Standard 2011 succedette Windows Embedded 2009 facendo successivamente parte di Windows 7. Il supporto a Windows XP Embedded è terminato il 12 gennaio 2016.

## Funzionalità
Sono disponibili i seguenti componenti del sistema operativo:
Filtri di scrittura
Windows XP Embedded include componenti noti come write filters, che possono essere usati per filtrare le scritture su disco. I volumi possono essere segnati come in sola lettura usando questi filtri e tutti i tentativi di scrittura su di essi possono essere limitati. Le applicazioni in esecuzione non sono consapevoli della presenza di questi filtri. Windows XP Embedded viene fornito con due filtri di scrittura:
1. Enhanced Write Filter (EWF): protegge il sistema a livello dei volumi. Rimanda tutte le scritture su disco in una unitò protetta, sulla RAM o su un disco separato. L'EWF è estremamente utile se applicato nei Thin Clients che usano memoria flash come dispositivo di avvio principale.
2. File Based Write Filter (FBWF): permette configurazioni di lettura/scrittura su volumi protetti per file individuali.

Avvio da USB
Windows XP Embedded aggiunge a Windows la possibilità di avviarsi da USB. Un dispositivo munito di XPe può essere configurato per avviarsi via USB.
Avvio da CD
Un dispositivo provvisto di XPe può essere configurato tramite boot su CD-ROM. Ciò permette a tutti i dispositivi di eseguire il boot senza un hard disk fisico e fornice anche un "avvio pulito" ogni volta che il sistema viene avviato (questa peculiarità deriva dal fatto che il sistema operativo viene avviato da un supporto di sola lettura). Uno svantaggio di questa tecnologia è che l'aggiornamento o la manutenzione richiede che il processo di configurazione dell'immagine di runtime deve essere completato nuovamente dall'inizio alla fine.
Avvio da Rete
Un dispositivo provvisto di XPe può essere configurato tramite avvio su rete locale. Come per l'avvio da CD, anche l'avvio da Rete rimuove la necessità di avere un supporto fisico su cui inserire il sistema operativo. Il vantaggio risiede nella possibilità di fare manutenzione all'immagine di runtime già configurata. Quando l'immagine viene aggiornata, essa viene semplicemente inviata al server RIS e i client la riceveranno automaticamente dopo un riavvio.